# Алберт Тајлер
Алберт Клинтон Тајлер (енгл. Albert Clinton Tyler; Глендејл, Охајо, 4. јануар 1972 — Ист Харпсвел, Мејн, 25. јули 1945) је био амерички атлетичар специјалиста за скок мотком. Он је са Робертом Гаретом, Хербертом Џејмисоном и Франсисом Лејном био део атлетскога тима Универзитета Принстон, који је учествовао на првим Олимпијским играма 1896. у Атини.
У дисциплини скок мотком на Играма у Атини учествовало је пет такмичара. Осим Тајлера учествовао је и његов сународник Велс Хојт и три Грка. Са прескоченом висином од 3,20 м заузео је друго место иза Хојта који је прескочио 10 цм више. Трећепласирани Грци су заостали на висини 2,60 м.